# Sigma Hydrae
Sigma Hydrae (Minhar al Shija, Al Minliar al Shuja, Minchir, 5 Hydrae) é uma estrela na direção da constelação de Hydra. Possui uma ascensão reta de 08h 38m 45.45s e uma declinação de +03° 20′ 29.3″. Sua magnitude aparente é igual a 4.45. Considerando sua distância de 352 anos-luz em relação à Terra, sua magnitude absoluta é igual a −0.72. Pertence à classe espectral K2III.